# サイモン・アントワーヌ・ジャン・リュイリエ
サイモン・アントワーヌ・ジャン・リュイリエ（Simon Antoine Jean L'Huilier、1750年4月24日 - 1840年3月28日）は、スイスの数学者。

## 来歴
フランス人でユグノーの子孫だった。彼は、数学的解析と位相幾何学、特に極限を表す記法 “Lim.” の導入、平面グラフのためのオイラーの公式の一般化、球過量の公式などでの業績で知られる。1791年5月に王立協会のフェローに選出された。